# Maruvanahalli, Channarayapatna
Maruvanahalli là một làng thuộc tehsil Channarayapatna, huyện Hassan, bang Karnataka, Ấn Độ.